# Austropallene bucera
Austropallene bucera är en havsspindelart som beskrevs av Pushkin, A.F. 1993. Austropallene bucera ingår i släktet Austropallene och familjen Callipallenidae. Inga underarter finns listade.